# Ziltepec
Ziltepec är en ort i Mexiko.   Den ligger i kommunen Cuetzalan del Progreso och delstaten Puebla, i den sydöstra delen av landet, 180 km öster om huvudstaden Mexico City. Ziltepec ligger 525 meter över havet och antalet invånare är 307.
Terrängen runt Ziltepec är lite bergig, och sluttar norrut. Runt Ziltepec är det tätbefolkat, med 383 invånare per kvadratkilometer. Närmaste större samhälle är Olintla, 16,2 km väster om Ziltepec. I omgivningarna runt Ziltepec växer huvudsakligen savannskog.